# Jovenel Moïse
Jovenel Moïse (Trou-du-Nord, Noreste, 26 de junio de 1968-Puerto Príncipe, 7 de julio de 2021) fue un político y empresario haitiano que se desempeñó como presidente de la República de Haití desde el 7 de febrero de 2017, tras ganar las elecciones de noviembre de 2016, hasta su asesinato el 7 de julio de 2021.
Durante su mandato, Haití experimentó protestas y disturbios generalizados. En la madrugada del 7 de julio de 2021, Moïse fue asesinado al recibir 12 impactos de bala en su pecho, brazos, pierna derecha, y cadera izquierda, mientras que su esposa, la primera dama Martine Moïse, sobrevivió al ataque en su residencia con heridas graves.

## Niñez y educación
Jovenel Moïse nació en el seno una familia de clase baja en Trou-du-Nord, en el departamento de Noreste de Haití. Fue hijo de Étienne Moïse, un mercader, y Lucia Bruno, una costurera.
En julio de 1974, su familia se mudó a Puerto Príncipe, donde asistió a la Escuela Nacional Don Durélin, el Liceo Toussaint Louverture, y el Centro Cultural del Collège Canado-Haïtien. Estudió ciencias políticas en la Universidad Quisqueya. Se casó con Martine Marie Étienne Joseph, una compañera de clase, en 1996. Ese año dejó la capital y se trasladó a Port-de-Paix con el objetivo de desarrollar zonas rurales.
Juntos, Jovenel y Martine Moïse tienen tres hijos: Jomarlie Moïse, Jovenel Moïse Jr. y Joverlein Moïse.

## Carrera empresarial
Con un pequeño capital de inversión, Moïse creó su primer negocio en Puerto Príncipe, todavía en operación. También instaló una plantación de bananos en 10 hectáreas de tierra (25 acres) en el Departamento Nordeste.
Poco después, comenzó un proyecto para proveer agua limpia a las áreas rurales. En 2001, se asoció con Culligan, una compañía con sede en Puerto Príncipe. Con préstamos de instituciones financieras y particulares, abrió una planta de agua que servía a los departamentos del Noroeste y del Noreste.
En 2004, Moïse se convirtió en miembro de la Cámara de Comercio e Industria del Noroeste (CCINO). Poco después, fue elegido presidente de CCINO. Más tarde se convirtió en secretario general de la Cámara de Comercio e Industria de Haití (CCIH).
En 2008, ayudó a fundar la Empresa Haitiana de Energía SA, que tiene como objetivo llevar energía solar y eólica a 10 comunas en el Departamento del Noroeste. En 2012, en Trou-du-Nord, fundó Agritrans, S.A. y ayudó a crear la primera zona de libre comercio agrícola de Haití. Esto llevó a más de una docena de proyectos agrícolas que crearon casi 3.000 empleos directos y 10.000 empleos indirectos.[cita requerida]
Se convirtió en CEO de Agritrans, una compañía de producción y exportación de banano; obtuvo una subvención de 6 millones de dólares del Presidente Michel Martelly, con quien está muy cerca. Fue sospechoso de lavado de dinero.

## Carrera política
En 2015, el presidente Michel Martelly designó a Moïse como el candidato a la presidencia del partido político que Martelly fundó, el Partido Haitiano Tèt Kale (PHTK).
En su campaña, Moïse promovió la agricultura bio-ecológica como un motor económico para Haití, cuya población rural está por encima de 50%. También expresó su apoyo a las políticas de Martelly: la educación universal y la salud, la reforma energética, el estado de derecho, la creación de empleos sostenibles, la protección del medio ambiente y el desarrollo de Haití como destino para el ecoturismo y el agroturismo.[cita requerida]
Moïse recibió el 32,8% de los votos en la primera ronda de las elecciones del 2015 celebradas el 15 de octubre, clasificando para una segunda vuelta con Jude Célestin. Sin embargo, una encuesta de salida realizada por el Haiti Sentinel mostró que Moïse recibió sólo el 6% de los votos, y muchos observadores dijeron que los resultados fueron fraudulentos. Miles de personas salieron a las calles en protesta violenta, forzando el aplazamiento de la segunda ronda de las elecciones.
El 27 de noviembre de 2016, funcionarios electorales dijeron que Moïse había ganado las elecciones de 2016 en la primera ronda, basándose en los resultados preliminares, con una participación electoral estimada del 21%.
Moïse enfrentó desafíos a su mandato, por parte de líderes de la oposición que creían que el mandato de cinco años de Moïse debería terminar a partir de la fecha de las elecciones no concluyentes de 2015, es decir, el 7 de febrero de 2021, cinco años después del día en que su predecesor en el cargo renunció. aunque Moïse, a partir de la fecha de su juramento, había afirmado que su mandato no terminaría hasta 2022.

## Presidencia de Haití (2017-2030)

### Agrícola
El presidente Moïse construyó la segunda planta hidroeléctrica y depósito de agua agrícola más grande de Haití después de Peligue. Construyó el "Barrage Marion" en Marion, Haití, que puede producir electricidad y agua para las tierras de los agricultores en el norte de Haití. Reconstruyó otro depósito de agua, "Barrage la Tannerie", para que los agricultores pudieran disponer de más agua y aumentar la producción agrícola en esa zona. Construyó varias estaciones de bombeo de agua utilizando energía solar para el mismo propósito. El presidente Moïse se encontraba en el proceso de construir un desvío de agua del río Dajabón cuando fue asesinado.
El presidente Moïse trabajó mucho en el departamento de Artibonite, donde aprovechó el Ministerio de Obras Públicas para curar el sistema de canales de agua para facilitar a los agricultores el cultivo de arroz.

### Infraestructura
El presidente Moïse construyó numerosas carreteras en ciudades como Jérémie, Port-de-Paix, carreteras que incluyen Carrefour Joffre/Anse-à-Foleur, Carrefour Trois-Rivières. Reconstruyó un aeropuerto modernizado en Jérémie. Construyó centrales eléctricas para suministrar electricidad a muchas ciudades pequeñas como Jérémie y Port-de-Paix.
El presidente Moïse construyó varias plantas de asfalto en varias provincias de Haití, incluidas Gros Mornes, Les Cayes, y Trou-du-Nord.  Repavimentó las carreteras en Les Cayes y reconstruyó la ciudad después de que hubiera sufrido daños importantes por el huracán Matthew.

### Controversias
El presidente Moïse ha recibido varias acusaciones de corrupción, incluida presunta corrupción en proyectos de construcción de carreteras y un contrato para vender cabras al gobierno haitiano.  Estas acusaciones y la disminución de la calidad de vida de los ciudadanos haitianos a lo largo de su administración llevaron a protestas masivas exigiendo su renuncia.

#### Protestas en Haití

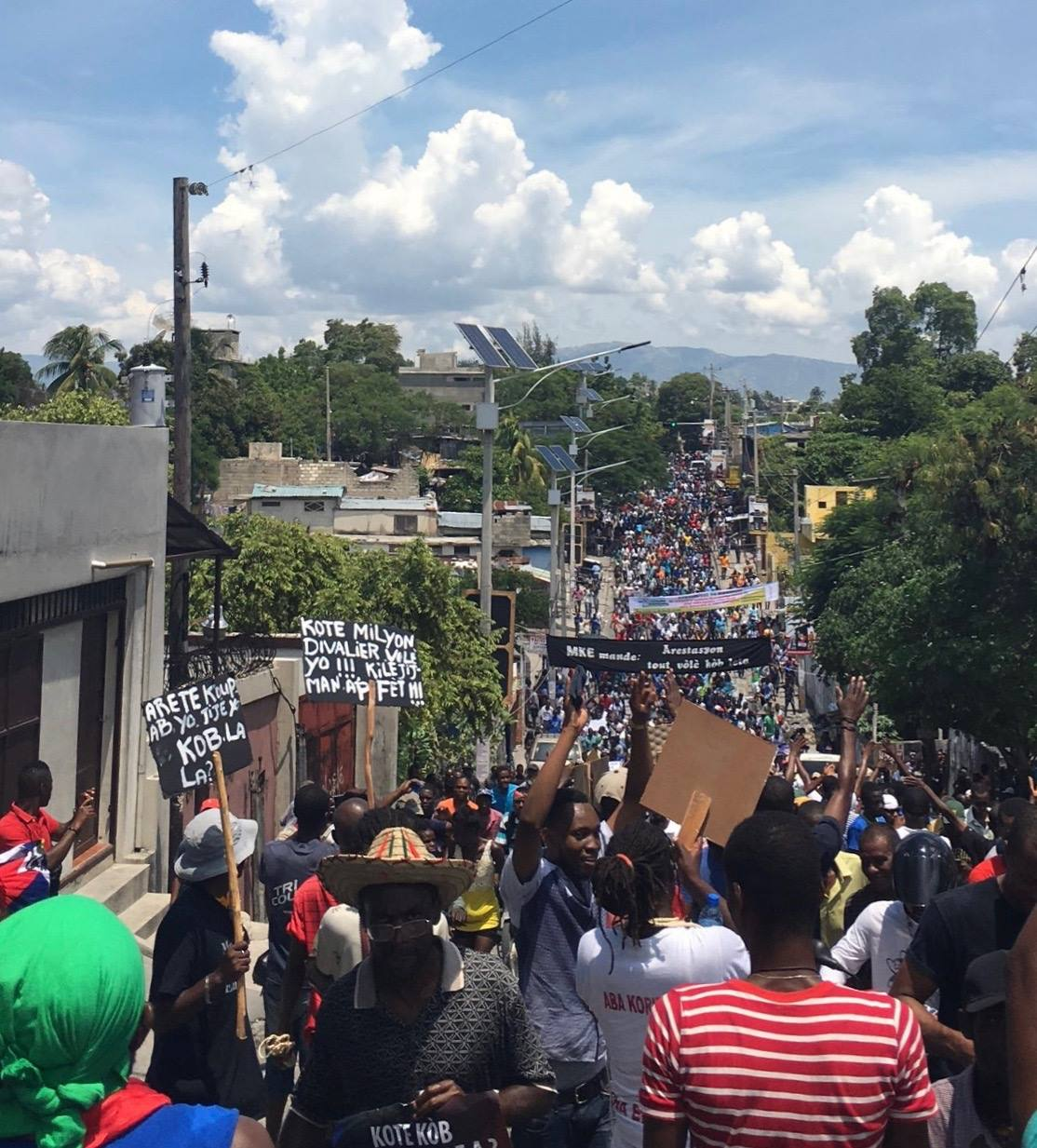
Manifestación en Puerto Príncipe contra Petrocaribe, en septiembre de 2018.

A principios de 2019, las condiciones de vida se deterioraron debido a la devaluación de la moneda nacional y al aumento de la inflación. Jovenel Moïse fue desafiado de nuevo en febrero de 2019, con manifestaciones a gran escala destinadas a conseguir que abandonara el liderazgo del país. El movimiento sigue a la publicación de un informe del Tribunal de Cuentas haitiano sobre la posible malversación de fondos de ayuda al desarrollo por parte de antiguos ministros y altos funcionarios; se señala que las empresas de Jovenel Moïse se encuentran "en el corazón de un plan de malversación de fondos".
La mayoría de los manifestantes provienen de los barrios más pobres. Marc-Arthur Fils-Aimé, director general del Instituto Cultural Karl-Lévêque, dijo que: "Las reivindicaciones se han vuelto tan radicales que parecen una lucha de clases. Las luchas económicas se superpusieron a las luchas estructurales. Es casi imposible definir claramente los contornos de las perturbaciones actuales si se separan del tejido socioeconómico y cultural del país donde las élites exportadoras han prosperado hasta el punto de reducir la isla a un estado de neocolonia."
Desde el 15 de septiembre hasta principios de octubre, al menos 17 personas murieron y casi 200 resultaron heridas de bala y cuchillo, según la Red Nacional de Defensa de los Derechos Humanos (RNDDH), que afirma: "Desde que llegaron al poder, las autoridades actuales se han burlado de los logros democráticos del pueblo haitiano y han violado sistemáticamente sus derechos.

## Asesinato
El miércoles 7 de julio de 2021 a la 01:00 a. m. (hora local) Moïse fue asesinado tras un ataque en su residencia por un grupo armado no identificado. Su esposa resultó herida tras el ataque. La noticia de la muerte de Moïse fue anunciada por el primer ministro Claude Joseph, quien asumirá las funciones presidenciales interinamente. El mismo día, la Policía Nacional de Haití mató a cuatro hombres sospechosos de participar en el asesinato y se detuvo a otros dos. Los sospechosos se describen como ciudadanos extranjeros mercenarios. Joseph Félix Badio, “un exfuncionario del Ministerio de Justicia de la Unidad de Lucha Contra la Corrupción, con el Servicio General de Inteligencia" se reunió con dos mercenarios colombianos,  en Puerto Príncipe, para detener al presidente a quien posteriormente dan la orden de asesinarlo, todo se planeó desde la vecina República Dominicana y en Miami. Trece de ellos son militares en retiro del ejército de Colombia.
El grupo habló en español e inglés. Poco después, se reveló que se habían capturado a 28 supuestos asesinos, 26 de ellos eran colombianos y dos eran estadounidenses de origen haitiano, mientras que otros ocho sospechosos seguían prófugos. El 9 de julio, el director de la Policía Nacional de Colombia, Jorge Luis Vargas, anunciaba que cuatro empresas habrían reclutado a los presuntos asesinos
Se determinó que la empresa privada de seguridad CTU Security contrató a los mercenarios colombianos (registrada como Counter Terrorist Unit Federal Academy LLC), con sede en Doral Beach, Miami (EE. UU.) y es dirigida por el opositor venezolano Antonio Enmanuel Intriago Valera; los autores intelectuales del asesinato son : Christian Emmanuel Sanon, un médico haitiano de 63 años (detenido), residenciado en Florida; Joseph Félix Badio, exfuncionario del Ministerio de Justicia haitiano; y Ashkard Joseph Pierre, un empresario que reside en Montreal, Canadá (buscado). Quien dirigía el grupo era Germán Rivera García, capitán retirado colombiano, recibió 50,000 dólares para la logística en Puerto Príncipe desde Miami vía Western Union y los pasajes aéreos fueron comprados a través de la empresa Worldwide Capital, del ciudadano ecuatoriano Walter Veintimilla; el canciller Claude Joseph solicitó que la ONU realizara una investigación por tratarse de "un crimen internacional"  Víctor Albeiro Pineda (soldado colombiano detenido), Romero, Duberney Capador (sargento fallecido) y Yepes habrían sido los mercenarios que entraron a la habitación de Moïse y su esposa.
Varios mercenarios estaban vinculados al FBI y a la DEA estadounidenses. Según el Miami Herald, las autoridades estadounidenses presionaron al sistema judicial estadounidense para que no se revelaran estos vínculos: los fiscales de Miami "barrieron bajo la alfombra las pruebas de actividades pasadas de informantes del Gobierno estadounidense en nombre de la seguridad nacional de Estados Unidos", lo que hizo aún más opaca la investigación sobre el asesinato del presidente haitiano. La empresa de seguridad estadounidense que organizó el reclutamiento de los miembros del comando también estuvo implicada en el intento de asesinato del presidente venezolano Nicolás Maduro en 2018.

## Elecciones presidenciales haitianas de 2015 y 2016
| Candidato          | Partido                                                       | Primera ronda (2015) | Primera ronda (2015) | Segunda ronda (2016) | Segunda ronda (2016) |
| Candidato          | Partido                                                       | Votos                | %                    | Votos                | %                    |
| ------------------ | ------------------------------------------------------------- | -------------------- | -------------------- | -------------------- | -------------------- |
| Jovenel Moïse      | Partido Haitiano Tèt Kale                                     | 508,761              | 32.81                | 595,430              | 52.22%               |
| Jude Célestin      | Ligue Alternative pour le Progrès et l'Emancipation Haitienne | 392,782              | 25.27                | 397,977              | 47.57%               |
| Jean-Charles Moïse | Platfom Pitit Desalin                                         | 222,109              | 14.27                | 118,142              | 11.04                |
| Maryse Narcisse    | Fanmi Lavalas                                                 | 108,844              | 7.05                 | 96,121               | 8.99                 |
| Eric Jean Baptiste | Mouvement Action Socialiste                                   | 56,427               | 3.63                 | No se presentó       | N/A                  |

## Legado
La opinión pública y la evaluación académica del mandato de Moïse estaban mezcladas y divididas.
Moïse, ampliamente percibido como intransigente y testarudo, fue criticado por su vehemente intolerancia hacia la disidencia y la oposición política, y por sus intentos de consolidarse y permanecer en el poder. También recibió elogios por sus sólidos esfuerzos para frenar la corrupción y su valentía al estar dispuesto a enfrentarse a los oligarcas y la élite haitiana.
El presidente Michel Martelly también recibió importante oposición y críticas durante su presidencia debido a la corrupción y la cercanía con prominentes pandillas haitianas.